# Trał akustyczny

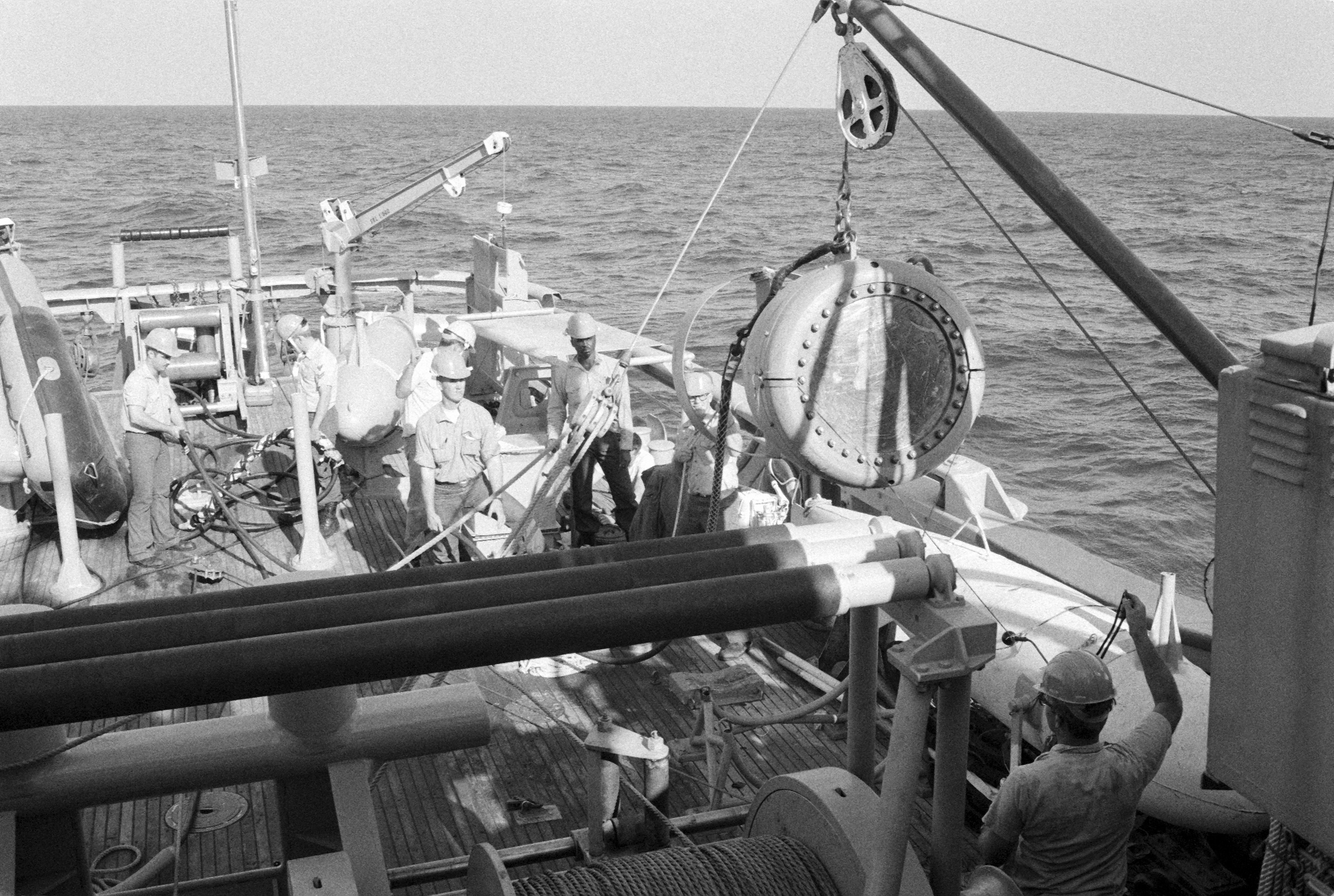
Przetwornik akustyczny trału akustycznego przygotowywany do wodowania

Trał akustyczny – trał do zwalczania min morskich wytwarzającym silne pole akustyczne, o charakterystyce podobnej do szumów wytwarzanych przez silnik, śrubę i kadłub jednostki pływającej. Pole to powoduje wybuch min z zapalnikiem akustycznym. Początkowo trał akustyczny był mocowany w dziobowej części trałowca, obecnie najczęściej są holowane za rufą okrętu lub za śmigłowcem. 
Jednym z modeli trału akustycznego jest trał BAT-2.